# Arthur Doyle
Pour les articles homonymes, voir Doyle.
Arthur Doyle (né à Birmingham (Alabama) le 26 juin 1944, et décédé le 25 janvier 2014 en Alabama)  est un saxophoniste et flûtiste américain de free jazz.

## Biographie
Doyle a joué notamment avec Sunny Murray et Sun Ra. Il est également connu pour son chant particulier constitué de sons étranges, de hurlements et d'aboiements.